# Course en ligne masculine des moins de 23 ans aux championnats du monde de cyclisme sur route 2021
La course en ligne masculine des moins de 23 ans aux championnats du monde de cyclisme sur route 2021 a lieu le 24 septembre 2021 sur 160,9 kilomètres entre Anvers et Louvain, en Belgique.

## Participants
| Équipes nationales (54)- Italie espoirs - Pays-Bas espoirs - Norvège espoirs - Danemark espoirs - France espoirs - Belgique espoirs - Allemagne espoirs - Espagne espoirs - Tchéquie espoirs - Australie espoirs - Autriche espoirs - Pologne espoirs - Slovénie espoirs - Grande-Bretagne espoirs - Luxembourg espoirs - Russie espoirs - Colombie espoirs - Estonie espoirs - Chili espoirs - Kazakhstan espoirs - Hongrie espoirs - Équateur espoirs - République dominicaine espoirs - Brésil espoirs - Mexique espoirs - États-Unis espoirs - Nouvelle-Zélande espoirs - Croatie espoirs - Canada espoirs - Cuba espoirs - Lituanie espoirs - Thaïlande espoirs - Suède espoirs - Lettonie espoirs - Érythrée espoirs - Rwanda espoirs - Afrique du Sud espoirs - Portugal espoirs - Bermudes espoirs - Israël espoirs - Panama espoirs - Islande espoirs - Burkina Faso espoirs - Irlande espoirs - Algérie espoirs - Uruguay espoirs - Maroc espoirs - Ukraine espoirs - Bolivie espoirs - Slovaquie espoirs - Ouzbekistan espoirs - Suisse espoirs - Finlande espoirs - Albanie espoirs |
| |

## Classement
| \| Classement général \| Classement général \| Classement général \| Classement général \| Classement général \| \| Coureur \| Coureur \| Pays \| Équipe \| Temps \| \| ------------------ \| ------------------ \| ------------------ \| ----------------------- \| ------------------ \| \| 1er \| Filippo Baroncini \| Italie \| Italie espoirs \| 3 h 37 min 36 s \| \| 2e \| Biniam Girmay \| Érythrée \| Érythrée espoirs \| + 2 s \| \| 3e \| Olav Kooij \| Pays-Bas \| Pays-Bas espoirs \| + 2 s \| \| 4e \| Michele Gazzoli \| Italie \| Italie espoirs \| + 2 s \| \| 5e \| Lewis Askey \| Royaume-Uni \| Grande-Bretagne espoirs \| + 2 s \| \| 6e \| Thibau Nys \| Belgique \| Belgique espoirs \| + 2 s \| \| 7e \| Luca Colnaghi \| Italie \| Italie espoirs \| + 2 s \| \| 8e \| Paul Penhoët \| France \| France espoirs \| + 2 s \| \| 9e \| Vinicius Rangel \| Brésil \| Brésil espoirs \| + 2 s \| \| 10e \| Tobias Bayer \| Autriche \| Autriche espoirs \| + 2 s \| |                   |             |                         |                 |
| |                   |             |                         |                 |
| Source : ProCyclingStats |                   |             |                         |                 |
| Classement général |                   |             |                         |                 |
| Coureur | Coureur           | Pays        | Équipe                  | Temps           |
| 1er | Filippo Baroncini | Italie      | Italie espoirs          | 3 h 37 min 36 s |
| 2e | Biniam Girmay     | Érythrée    | Érythrée espoirs        | + 2 s           |
| 3e | Olav Kooij        | Pays-Bas    | Pays-Bas espoirs        | + 2 s           |
| 4e | Michele Gazzoli   | Italie      | Italie espoirs          | + 2 s           |
| 5e | Lewis Askey       | Royaume-Uni | Grande-Bretagne espoirs | + 2 s           |
| 6e | Thibau Nys        | Belgique    | Belgique espoirs        | + 2 s           |
| 7e | Luca Colnaghi     | Italie      | Italie espoirs          | + 2 s           |
| 8e | Paul Penhoët      | France      | France espoirs          | + 2 s           |
| 9e | Vinicius Rangel   | Brésil      | Brésil espoirs          | + 2 s           |
| 10e | Tobias Bayer      | Autriche    | Autriche espoirs        | + 2 s           |